# Bad Boy Bill
Bad Boy Bill (geboren als William Renkosik) ist ein DJ aus Chicago, Illinois, USA. Er legt hauptsächlich Musik aus dem House-Genre auf.
Bad Boy Bill begann seine DJ-Karriere im Jahr 1985, während der Chicago-House-Musik-Bewegung in der Mitte und den späten 1980er Jahren mit Mike „Hitman“ Wilson und Julian „Jumpin“ Perez. Sie bildeten das WBMX DJ Mixing Team, auch bekannt als Hot Mix 5. Bill's Bekanntheit wuchs durch diverse Auftritte auf Partys in ganz Chicago.
Heute spielt Bad Boy Bill alles von House bis Elektro. Er ist bekannt dafür, dass er auf 6 verschiedenen Turntables gleichzeitig auflegen kann. Er hat einige Male an den DMC-Meisterschaften teilgenommen, ist jedoch nur knapp an dem Gewinn gescheitert.

## Geschichte

### Street DJ Promotion Ära (1987–1995)
Bad Boy Bill hat eine Reihe von Mixe als Werbeaufnahmen von 1987 bis 1995 unter dem Namen Street DJ Promotions produziert. Diese Aufnahmen wurden dann aus seinem Auto heraus in Chicagos Platten-Läden, auf Flohmärkten und bei Bill's DJ Auftritten verteilt. Die Mixe beinhalteten: Hot Mix #1-17, Non-Stop Hip-Hop, Flashbacks Vol. 1 & 2, Classics Vol. 1-3, Street Style 1 & 2, und Gettin' Wicked.
Diese waren alle als Kassetten produziert, mit Ausnahme von Hot Mix #16, Hot Mix #17 und Non-Stop Hip-Hop, welche sowohl als Kassette als auch als CD produziert wurde.

## Auszeichnungen
- 1987 1. Platz (Hot 105 (Miami) Battle of the DJ's)
- 1988 1. Platz (DMC Midwest Finals)
- 1988 2. Platz (DMC US Finals)
- 1989 3. Platz (DMC US Finals)
- 1998 DJ des Jahres (Winter Music Conference Mixshow)
- 1999 2. Platz als DJ des Jahres (URB Magazin Leser-Umfrage)
- 2000 84. Platz der besten DJs in der Welt (DJ Magazin)
- 2001 40. Platz der besten DJs in der Welt (DJ Magazin)
- 2002 4. Platz als America's Favorite House DJ (BPM Magazin)
- 2003 1. Platz als America's Favorite House DJ (BPM Magazin)
- 2005 "Bester Dance DJ" (URB Magazin Umfrage-Gewinner)
- 2006 1. Platz als America's Favorite House DJ (BPM Magazin)

## Diskografie

### DJ Mixe
- 1988–1994 Hot Mix Series 1-17
- 1994 – Gettin' Wicked Vol. 1
- 1994 – Street Style 1 & 2
- Oktober 1995 – Bangin' The Box Vol. 1
- Juni 1996 – Mixmaster Throwdown Vol. 1 (mit B96 DJs)
- Oktober 1996 – Bangin' The Box Vol. 2
- Mai 1997 – The House Connection (mit Richard Vission)
- Juli 1997 – Mixmaster Throwdown Vol. 2 (mit B96 DJs)
- Oktober 1997 – Global House Culture Vol. 4
- April 1998 – Bangin' The Box Vol. 3
- September 1998 – Mixmaster Throwdown Vol. 3 (mit B96 DJs)
- Oktober 1998 – House Connection Vol. 2 (mit Richard Vission)
- August 1999 – Bangin' The Box Vol. 4
- April 2000 – Bangin' In London
- September 2001 – Bangin' The Box Vol. 5
- September 2003 – Behind the Decks CD/DVD
- 17. Oktober 2006 – Behind The Decks Live CD/DVD
- TBA – New Mix Album

### Singles
- 1987 Are You The One ?
- 1987 Jack It All Night Long
- 1988 The First Revelation EP
- 1988 How Do Ya Feel
- 1998 More (4 da Headstrong aka BBB & Richard Humpty Vission)
- 2001 Everybody (mit Alex Peace)
- 2002 Costa Del Sol (mit Nadine Renee)
- 2003 Illicit Activities EP (mit Hatiras)
- 2003 Happy (mit Kevin Irving)

### Album
- 2009 Bad Boy Bill – The Album

### Remixe
- 2003 Harrison Crump – The Talk 2 – Bad Boy Bill Remix
- 2005 Nine Inch Nails – The Hand That Feeds – Smooth & J & Bad Boy Bill Remix
- 2006 Steve Smooth & JJ Flores – Time For Love – Bad Boy Bill Remix
- 2007 Shock Stars – End Of Chicago – Bad Boy Bill Remix
- 2007 Nelly Furtado – Say It Right – Menage Music Remix / Menage Acid Mix